# Glyptoteles
Glyptoteles é um gênero de mariposa pertencente à família Crambidae.